# 徐旭
徐 旭（ソ・ウク、朝鮮語: 서욱、1962年5月12日 - ）は、大韓民国の政治家、軍人。国防部長官（第47代）、合同参謀本部作戦本部長、陸軍参謀総長を歴任した。最終階級は陸軍大将。

## 来歴
1962年に全羅南道光州市（現・光州広域市）で生まれた。1985年に陸軍士官学校（41期）を卒業し、少尉に任官された。2011年に米韓連合司令部作戦処長に任命され、2012年に米韓連合司令部企画参謀次長に転じた。第25歩兵師団長を経て、2015年に合同参謀本部作戦部長に任命された。2016年10月17日に陸軍中将に昇進し、第1軍団長に任命された。2017年3月31日には板門店共同警備区域に建立された、南北統一を願い、朝鮮戦争に従軍し戦死した国連軍兵士の位牌が安置された無量寿殿の落成法要に、曹渓宗僧侶らと参加した。同年9月には合同参謀本部作戦本部長に転じ、11月13日に朝鮮人民軍の兵士が板門店で脱北したした際に、状況報告が遅れたことを認め、間違いだったと国会国防委員会で述べた。2018年10月には南北の海上での軍事境界線、北方限界線(NLL)を北朝鮮が認めたと発表されたが、合同参謀本部は北朝鮮は北方限界線を認めていないと国防委員会に報告したことから、政府と合同参謀本部は矛盾していると自由韓国党議員から指摘され、そのように報告したことを認め、北方限界線での取り締まりを強化すると答弁した。2019年1月23日に国防部庁舎で緊急会見を開き、2018年12月20日に発生した韓国海軍レーダー照射問題について、日本の海上自衛隊哨戒機が韓国海軍艦艇に対して低高度近接脅威飛行を行ったことは明らかな挑発行為であり、再発防止を申し入れたにもかかわらず1月18日、1月22日にも低高度近接脅威飛行を行ったことは明白な挑発行為であり、強力に糾弾すると述べた。
合同参謀本部作戦本部長在任時に北朝鮮によるミサイル発射が相次いだ際に、在韓米軍と緊密に連携を取り対応した点や、南北軍事合意に基づき軍事境界線から監視警戒所を撤去する際に、在韓米軍や国連軍司令部から協力を引き出したことが評価され、2019年4月8日に文在寅大統領から、陸軍大将に昇進し陸軍参謀総長に任命する人事が発表され、4月16日に正式に就任した。11月14日に米韓軍事委員会に、マーク・ミリーアメリカ統合参謀本部議長、フィリップ・デービッドソンアメリカインド太平洋軍司令官、李洛淵国務総理らと参加した。
2020年8月29日に文在寅大統領から国防部長官候補者に指名された。その後、国会での人事聴聞会に移ると、野党議員から慶南大学校大学院に提出した博士論文が盗作したものではないかと疑惑が提起されたが、9月18日に任命された。文在寅政権では初めての陸軍出身の国防長官となった。2022年5月9日に文在寅大統領の任期満了とともに退任。
2022年10月13日、ソウル中央地検が黄海上で起きた北朝鮮軍による男性公務員の射殺事件で事情聴取を行う。同年10月22日、職権乱用や虚偽公文書作成などの容疑で逮捕される。11月8日に釈放され、12月29日に在宅起訴された。